# Ataxipteris
Ataxipteris es un género de helechos perteneciente a la familia  Dryopteridaceae, contiene dos especies.
Está considerado un sinónimo del género Ctenitis

## Especies seleccionadas
- Ataxipteris dianguiensis W.M.Chu & H.G.Zhou
- Ataxipteris sinii (Ching) Holttum